# Culemborg Bijvoorbeeld
Culemborg Bijvoorbeeld is een 9-delige documentaire reeks van de VPRO over het lief en leed in een kleine Nederlandse stad.

## Over
In Culemborg Bijvoorbeeld wordt een beeld gegeven van de inwoners van deze stad en tegelijk van zijn tijd. Culemborg wordt gebruikt als representatie voor het Nederland van die tijd.
De makers hiervan waren onder meer Pieter Verhoeff, Netty Rosenfeld, Ireen van Ditshuyzen en Theo Uittenbogaard. De programmamakers verbleven tien maanden in Culemborg.
In 1975 werd deze serie beloond met de Zilveren Nipkowschijf.

## Uitzendingen
Seizoen 1 (1974-1975)
| Nr. | Titel                        | Uitzenddatum     |
| --- | ---------------------------- | ---------------- |
| 1   | Kennismaking                 | 22 oktober 1974  |
| 2   | Altijd Voorwaarts            | 26 november 1974 |
| 3   | Het dagelijkse leven         | 3 december 1974  |
| 4   | De politie                   | 7 januari 1975   |
| 5   | De Ambonezen                 | 14 januari 1975  |
| 6   | Geboren en getogen           | 18 februari 1975 |
| 7   | Een wethouder                | 25 februari 1975 |
| 8   | Het ziekenhuis               | 1 april 1975     |
| 9   | Hoe goed het was en hoe mooi | 8 april 1975     |

## Trivia
- Er is elk jaar in Culemborg een feestweekend dat naar aanleiding van de VPRO-serie Culemborg Bijvoorbeeld is genoemd.